# Rosseliana baeticaensis
Rosseliana baeticaensis is een mosdiertjessoort uit de familie van de Antroporidae. De wetenschappelijke naam van de soort is voor het eerst geldig gepubliceerd in 1992 door Alvarez.